# Département de Nioro du Rip
Le département de Nioro du Rip est l'un des 46 départements du Sénégal et l'un des 3 départements de la région de Kaolack.

## Administration
Le département constitue la partie sud de la région de Kaolack. 
Son chef-lieu est Nioro du Rip.
Il comprend les trois arrondissements suivants :
- Arrondissement de Médina Sabakh
- Arrondissement de Paoskoto
- Arrondissement de Wack Ngouna

Il compte 15 communes dont 13 anciennes communautés rurales :
- Nioro du Rip
- Keur Madiabel
- Communauté rurale de Kayemor
- Communauté rurale de Médina Sabakh
- Communauté rurale de Ngayène
- Communauté rurale de Gainthe Kaye
- Communauté rurale de Paos Koto
- Communauté rurale de Porokhane
- Communauté rurale de Taïba Niassène
- Communauté rurale de Dabaly
- Communauté rurale de Darou Salam
- Communauté rurale de Keur Maba Diakhou
- Communauté rurale de Keur Madongo
- Communauté rurale de Ndramé Escale
- Communauté rurale de Wack Ngouna

## Histoire
En 2007 huit sites ou monuments du département figurent sur la liste du patrimoine classé au Sénégal. Il s'agit de :
- Tata de Maba Diakhou Bâ à Nioro
- Mausolée de Mame Diarra Bousso à Prokhane
- Puits de Mame Diarra Bousso
- Tombe de Matar Kalla Dramé, à Ndimb Dramé
- Site mégalithique de Sine Ngayène
- Site mégalithique de Mbolop Tobé, au village de Kolomba
- Site mégalithique de Sine Wanar
- Mosquée de Kabakoto

## Géographie

### Population
Lors du recensement de décembre 2002, la population était de 262 571 habitants. 
En 2005, elle était estimée à 282 175 personnes, et en 2023 à 513 181 personnes.  